# Slag bij Clark's Mill
De Slag bij Clark's Mill vond plaats op 7 november 1862 in Douglas County, Missouri tijdens de Amerikaanse Burgeroorlog.
Toen kapitein Hiram E. Barstow bericht ontving dat er zich Zuidelijke eenheden in de streek bevonden, stuurde hij een detachement vanuit Clark’s Mill naar Gainesville, Missouri. Hij leidde een ander detachement in zuidoostelijke richting. Barstows soldaten botsten op de vijand waarop er een vuurgevecht plaatsvond. De Zuidelijken moesten zich terugtrekken. Toen zijn detachement opnieuw in Clark’s Mill arriveerde, vernam Barstow dat een andere Zuidelijke eenheid de stad zelf zou aanvallen vanuit noordoostelijke richting. Hij stelde zijn artillerie op zodat de hoofdweg onder schot gehouden werd. De aanval duurde 5 uur. Onder de bescherming van de witte vlag, eisten de Zuidelijken de overgave. Gezien de grote overmacht aanvaardde Barstow dit voorstel. De Zuidelijken lieten Barstows mannen vrij onder voorwaarden. Ze verbrandden de belangrijkste gebouwen in Clark’s Mill.

## Bron
- National Park Service - Clark's Mill